# Christopher A. Jones
Christopher Andrew Jones ist ein US-amerikanischer Mediävist.

## Leben
Er erwarb 1988 den B.A. an der University of the South in Englisch und Religion, 1990 den M.A. am Department of English an der University of North Carolina at Chapel Hill mit Konzentrationen in der mittelalterlichen englischen und frühen amerikanischen Literatur und den Ph.D. 1995 am Centre for Medieval Studies der University of Toronto mit Konzentration auf mittelalterliches Englisch und Anglo-Latein (Dissertation: Ælfric’s Letter to the Monks of Eynsham: A Study of the Text and its Sources). Von 2004 bis 2005 war er Professor für Englisch an der University of Notre Dame. Er ist seit 2005 Professor für Englisch an der Ohio State University.
Er forscht in den Bereichen frühmittelalterliche Sprachen, Literaturen und Geschichte mit besonderen Interessen in den Bereichen Altes Englisch, mittelalterliches Latein, Manuskriptstudien, liturgische Geschichte und Klosterkultur.

## Schriften (Auswahl)
- Ælfric’s letter to the monks of Eynsham (= Cambridge Studies in Anglo-Saxon England. 24). Cambridge University Press, Cambridge 1998, ISBN 0-521-63011-8 (Überarbeitete Dissertation, University of Toronto, 1995).
- A lost work by Amalarius of Metz. Interpolations in Salisbury, Cathedral Library, MS. 154 (= Subsidia. 2). Boydell & Brewer, Woodbridge u. a. 2001, ISBN 1-870252-14-4.
- als Herausgeber und Übersetzer: Religious and didactic (= Old English shorter poems. 1 = Dumbarton Oaks Medieval Library. 15). Harvard University Press, Cambridge MA u. a. 2012, ISBN 978-0-674-05789-0.
- als Herausgeber mit Scott G. Bruce: The Relatio metrica de duobus ducibus. A twelfth-century Cluniac poem on prayer for the dead (= Publications of the Journal of medieval Latin. 10). Brepols, Turnhout 2016, ISBN 978-2-503-56827-0.